# Thomas Mayne Reid
Thomas Mayne Reid, född 4 april 1818, död 22 oktober 1883, var en  skotsk-irländsk amerikansk romanförfattare.
Reid emigrerade till USA när han var i tjugoårsåldern. I januari 1840 hade han nått New Orleans, där han inledde en karriär med skiftande arbetsinriktningar. Han arbetade som butiksägare, övervakare av slavar, skollärare och skådespelare. Han återvände till Storbritannien 1849 där han påbörjade sin karriär som en framgångsrik författare av äventyrsromaner. Han var även nära vän till författaren Edgar Allan Poe.
Reids roman Osceola som handlar om indianer, var den första roman som den svenska författaren Selma Lagerlöf läste, och enligt hennes egen utsago anledningen till att hon själv bestämde sig för att bli författare.